# インドとケニアの二国間関係
インドとケニアの二国間関係（英語: Bilateral relations between India and Kenya）を主題とする本項では、主にインド共和国（1947年に成立）とケニア共和国（1963年に成立）の外交関係を中心に概説する。

## 歴史
インドとケニアの両国は共にインド洋に面した国であるため、貿易のやり取りや商業的結びつきの歴史は何世紀も前にさかのぼる。ケニアには規模の大きなマイノリティグループとして、在ケニア・インド人とインド系ケニア人のコミュニティがある。インドに出自を持つ人々は、ウガンダ鉄道建設のための労働力として大英帝国により移入された労働者の子孫である。インドの独立に先立ち、南東アフリカ地域におけるインド人の待遇改善問題はインドの独立運動家たちの関心を集めた。1924年にはモンバサで東アフリカインド人会議（the East African Indian Congress）が開かれ、サロージニー・ナーイドゥが議長を務めた。1934年には K. P. S. メノンが実情調査団を派遣した。
インド独立後の1948年、新生インド共和国の駐イギリス領東アフリカ弁務官（the Commissioner for British East Africa）事務所がナイロビに置かれた。ケニアにおけるインド人とケニア人の人種間関係の悪化を受けて、ジャワハルラール・ネルーは駐ケニア高等弁務官として、大使級外交官（senior diplomat）アパ・パントを派遣した。ネルーはジョモ・ケニヤッタおよびケニア・アフリカ民族同盟への援助も行い、彼らに対して、在ケニアインド人をケニア人と同等に見なすよう要請した。ケニアにおける人種間関係は悪化し、同地のアジア人がインドやイギリスに流出する結果を招いたが、それにもかかわらず、インド＝ケニア間経済協力は盛んになり、南南協力関係構築のモデルケースとなった。
1963年のケニア独立にしたがい、ナイロビとモンバサにそれぞれ、正副高等弁務官が置かれた。ケニアはニューデリーに高等弁務官事務所を開設し、これにバングラデシュ、スリランカ、シンガポールとの外交を兼務させた。インドとケニアの双方が加盟している国際的協力枠組としては、国際連合、非同盟運動、イギリス連邦、G-77、G-15、環インド洋地域協力連合があり、これらの国際会議の場で頻繁に協力し合っている。

## 経済的紐帯
インドとケニア間の貿易と経済的結びつきは成長を続けている。2010年から2011年までの間の二国間貿易の総額は24億ドルであったが、ケニアのインドからの輸入額は23億ドルを数え、貿易収支はインド側が大幅な黒字である。インドはケニアにとって、貿易総額が6番目に大きく、金額ベースで最も多くの財とサービスをケニアに輸出している国である。インドがケニアに輸出している品目としては、医薬品、鉄鋼、機械、車両がある。ケニアのインドへの輸出品は、工業用炭酸ソーダ、野菜、茶葉など大部分がコモディティである。
ケニアにおけるインド企業のプレゼンスは大きな地位を占め、タタ・グループ、エッサール・グループ、リライアンス・インダストリーズ、バーティ・エアテルといったインド企業がケニアで事業を展開している。インドの政府系金融機関、バローダ銀行とインド銀行がケニアで営業している。
ケニアはインドにおいて観光客の誘致に取り組んでいるが、両国を結ぶ航空便の本数が少ない。ムンバイ＝ナイロビ便とデリー＝ナイロビ便がケニア航空により提供されている。1951年に運行が始まったエア・インディアによるナイロビ便は、同航空会社にとって2番目の国際便であったが、2010年に最終的に廃止された。

## 技術協力
インド政府は外国人向けに技能向上を目的としたインド技術経済協力プログラムを提供しており、ケニア人向けには毎年101人分の全額給付型奨学金制度を設けている。エクシム銀行はケニア国内の電力送電網の設備更新を対象に、6100万ドルの融資をケニア政府に対して行った。インドの汎アフリカ電子ネットワークプロジェクトは、遠隔教育と遠隔医療設備をケニアなどアフリカの国々に普及させようとしている。インドの対ケニア投資は目下のところ15億ドルである。ケニアにインドが輸出する医薬品は、同国において必要不可欠な薬の薬価低廉化に重要な役割を果たした。